# Bartoszewo, Tỉnh West Pomeranian
Bartoszewo [bartɔˈʂɛvɔ] (trước đây là Barm của Đức) là một ngôi làng thuộc khu hành chính của Cảnh sát Gmina, thuộc Hạt cảnh sát, West Pomeranian Voivodeship, ở phía tây bắc Ba Lan, gần biên giới Đức. Nó nằm khoảng 8 kilômét (5 mi) phía tây của Cảnh sát và 15 km (9 mi) phía tây bắc của thủ đô khu vực Szczecin.
Trước năm 1945, khu vực này là một phần của Đức. Đối với lịch sử của khu vực, xem Lịch sử của Pomerania.
Ngôi làng có dân số 150 người.